# 페흐체보시

페흐체보 시의 위치

페흐체보시(마케도니아어: Општина Пехчево)는 마케도니아 공화국 동부에 위치한 지방 자치체로 행정 중심지는 페흐체보이며 면적은 207km2, 인구는 5,517명(2002년 기준)이다. 동쪽으로는 불가리아와 국경을 접하며 남쪽과 서쪽으로는 베로보 시, 북쪽으로는 델체보 시와 접한다.